# Бонн-Головний
50°43′55″ пн. ш. 7°05′49″ сх. д. / 50.731944444444° пн. ш. 7.0969444444444° сх. д.
Бонн-Головний (нім. Bonn Hauptbahnhof) — провідна залізнична станція у місті Бонн (Північний Рейн-Вестфалія). 
Щодня у Бонні зупиняються до 82 поїздів далекого сполучення та до 238 приміських поїздів. 
Щодня Бонн-Головний обслуговує до 40 000 пасажирів. 
За німецькою системою класифікації станція належить до категорії 2.

## Історія

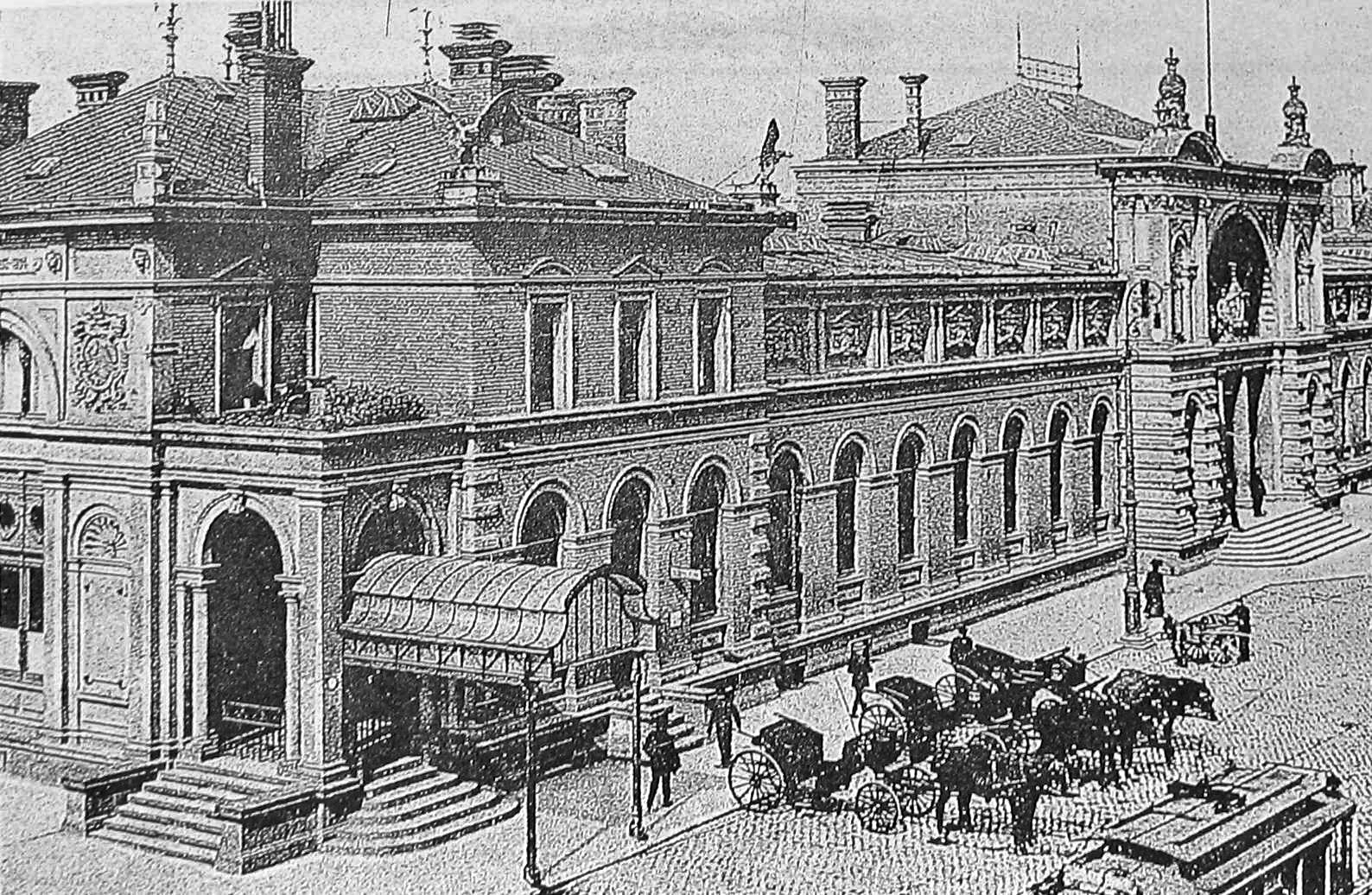
Бонн-Головний в 1900 році

Залізничне сполучення в Бонні було відкрито в 1844 році, коли Бонн-Кельнська залізнична компанія проклала лівим берегом Рейну дистанцію Бонн — Кельн (складову Західнорейнської залізниці) і вже з літа 1844 між Кельном і Бонном курсувало 6 поїздів, з яких чотири були щоденними.
У 1870 році було відкрито поромну переправу через Рейн, яка дозволила запустити 5,9-кілометрову дистанцію Бонн — Оберкассель (місто Оберкассель, що лежить на правому березі Рейну, увійшло до складу Бонна 1 серпня 1969). 
Після відкриття залізничної дистанції у західному напрямку до Ойскірхена Бонн став вузловою станцією. 
Нова будівля вокзалу була побудована в 1883—1884 роках.
3 листопада 1949 року Бонн став столицею ФРН, значення станції Бонн-Головний різко зросло. 
Вокзал стає місцем зустрічі офіційних делегацій. 
Першим головою держави, церемонія зустрічі якого відбулася на боннському вокзалі, був імператор Ефіопії Хайле Селассіє I, який прибув до Бонну з офіційним візитом 8 листопада 1954 
.
Після включення в 1969 році до складу Бонна прилеглих міст вокзал було перейменовано на Головний вокзал у 1971 році. 
Раніше на північний захід від вокзалу знаходилася товарно-сортувальна станція, яка була закрита в 1970-і роки. 
1979 року біля вокзалу було відкрито станцію боннського штадтбану.

## Послуги

### ICтаICE
| Лінія    | Маршрут |
| -------- | --- |
| ICE 10   | Берлін-Східний — Берлін-Головний — (Вольфсбург-Головний —) Ганновер-Головний — Білефельд-Головний — Гамм (Вестфалія)-Головний — Гаген-Головний — Вупперталь-Головний — Кельн-Головний — Бонн — Кобленц-Головний |
| ICE 31   | Гамбург-Головний – Дортмунд-Головний – Гаген – Вупперталь – Золінген-Головний – Кельн – Бонн – Кобленц – Майнц-Головний – Франкфуртський аеропорт – Франкфурт-Головний (– Ганау-Головний – Ашаффенбург-Головний – Вюрцбург-Головний – Нюрнберг-Головний – (Регенсбург-Головний – Пассау-Головний) / (Інгольштадт-Головний – Мюнхен-Головний)) |
| ICE 91   | Дортмунд — Бохум-Головний — Ессен-Головний — Дуйсбург — Дюссельдорф — Кельн — Бонн — Кобленц — Майнц — Франкфуртський аеропорт — Франкфурт — Ганау — Вюрцбург — Нюрнберг — Регенсбург-Головний — Платтлінг — Пассау-Головний — Вельс-Головний — Лінц-Головний — Санкт-Пельтен-Головний — Відень-Майдлінг - Відень-Головний (— Аеропорт Відень) |
| IC/EC 30 | Гамбург-Альтона — ( деякі послуги: Вестерланд —) Гамбург — Бремен — Мюнстер — Дортмунд — Ессен — Дуйсбург — Дюссельдорф — Кельн — Бонн — Кобленц — Майнц — Мангейм-Головний — Гейдельберг-Головний — Штутгарт-Головний (послуги ЄС: Мангейм – Карлсруе-Головний — Фрайбург-Головний – Базель SBB — Швейцарія ) |
| IC/EC 31 | (Фемарн-Бург або Кіль-Головний –) Гамбург — Бремен — Мюнстер — Дортмунд — Гаген — Вупперталь — Золінген — Кельн — Бонн — Кобленц — Майнц — Франкфурт — Ганау — Вюрцбург — Нюрнберг — Пассау |
| IC/EC 32 | (Зеебад-Герінгсдорф/Остзебад Бінц —/ Пт/Нд: Берлін —/ Ганновер — Білефельд — Гамм –) / (Мюнстер — Реклінгхаузен —) Дортмунд — Ессен — Дуйсбург — Дюссельдорф — Кельн — Бонн — Ремаген — Кобленц — Майнц — Мангейм — Гейдельберг – Штутгарт (одна пара поїздів Ульм-Головний — Аугсбург-Головний — Мюнхен — Зальцбург-Головний — Клагенфурт-Головний, одна пара поїздів Ульм — Ліндау-Головний — Інсбрук-Головний, один поїзд Плогінген — Ройтлінген-Головний — Тюбінген-Головний) |
| IC35     | (Нордайх Моле —) Емден-Головний — Рейне — Мюнстер — Реклінгхаузен — Обергаузен-Головний — Дуйсбург — Дюссельдорф — Кельн — Бонн — Ремаген — Кобленц (— Майнц — Мангейм — Штутгарт / Карлсруе — Оффенбург — Зінген — Констанц) |
| IC37     | Дюссельдорф — Кельн — Бонн — Кобленц — Кохем — Буллай — Віттліх-Головний — Трір-Головний — Вассербілліг — Люксембург |
| IC55     | ((Лейпциг-Головний — Галле-Головний —) Магдебург-Головний — Брауншвейг-Головний —) Ганновер — Білефельд — Гамм — Дортмунд — Ессен — Дуйсбург — Дюссельдорф — Кельн — Бонн — Ремаген — Кобленц — Майнц — Мангейм — Гейдельберг — Штутгарт (— Ульм — Оберстдорф) |

### Regional та S-Bahn послуги
- RE 5 Рейн-Експрес Еммеріх - Везель - Обераузен - Дуйсбург - Дюссельдорф - Кологне - Бонн - Кобленц;
- RB 26 MittelrheinBahn[en] Кельн - Бонн - Ремаген - Андернах - Кобленц - Бінген - Майнц;
- RB 30 Артальбан[de] Бонн - Ремаген - Бад-Нойенар - Дернау - Арбрюк;
- RB 48 Рейн-Вуппер-Бан[en] Бонн-Мелем - Бонн - Кологне - Золінген - Вупперталь - Вупперталь-Обербармен;
- Rhein-Sieg S-Bahn S23 Бонн — Меккенгайм — Райнбах (— Ойскірхен)